# Togawa Kenta
Kenta Togawa (sinh ngày 23 tháng 6 năm 1981) là một cầu thủ bóng đá người Nhật Bản.

## Sự nghiệp câu lạc bộ
Kenta Togawa đã từng chơi cho Tokyo Verdy, Yokohama FC, Gainare Tottori và Fukushima United FC.